# Hrabstwo Emmons

Piramida wieku hrabstwa

Hrabstwo Emmons (ang. Emmons County) to hrabstwo w południowej części stanu Dakota Północna w Stanach Zjednoczonych. Hrabstwo zajmuje powierzchnię 4026,71 km². Według United States Census Bureau w roku 2010 miało 3550 mieszkańców, a w 2020 – 3301 mieszkańców. Siedzibą hrabstwa jest Linton.

## Geografia
Hrabstwo Emmons zajmuje powierzchnię całkowitą 4026,71 km², z czego 3910,57 km² to powierzchnia lądowa, a 116,11 km² (2,9%) to powierzchnia wodna.

### Miejscowości
- Linton
- Strasburg
- Hazelton
- Hague
- Braddock